# Douglas Aurélio
Douglas Aurélio (Teófilo Otoni, 27 marzo 1999) è un calciatore brasiliano, attaccante del Castellón.

## Carriera
Ha giocato nella prima divisione portoghese, in quella cipriota ed in quella lettone e nella seconda divisione spagnola.

## Palmarès

### Club

#### Competizioni nazionali
- Coppa di Lettonia: 1

Riga FC: 2023
- Primera Federación: 1

Castellón: 2023-2024